# Apeadeiro de Moita do Norte
O Apeadeiro de Moita do Norte, também chamado de Moita-Norte, é uma gare ferroviária encerrada da Linha da Beira Baixa, que servia a localidade de Moita do Norte, no Distrito de Santarém, em Portugal.

## História
A ligação ferroviária entre as Estações de Santarém e Abrantes, aonde este apeadeiro se encontra, abriu em 7 de Novembro de 1862, como parte do então denominado Caminho de Ferro do Leste.

Foi oficialmente eliminado da rede ferroviária em 20 de Outubro de 2011.